# Xela Arias
Xela Arias Castaño (Sarria, 4 marzo 1962 – Vigo, 2 novembre 2003) è stata una scrittrice e traduttrice spagnola.

## Biografia
Ha tradotto Jorge Amado, Camilo Castelo Branco, James Joyce, James Fenimore Cooper o Wenceslao Fernández Flórez al galiziano.
È morta nel 2003 all'età di 41 anni a seguito di un attacco cardiaco.

## Opera
- Denuncia do equilibrio, 1986
- Tigres coma cabalos, 1990
- Darío a diario, 1996
- Intempériome, 2003